# Sophonisba Breckinridge

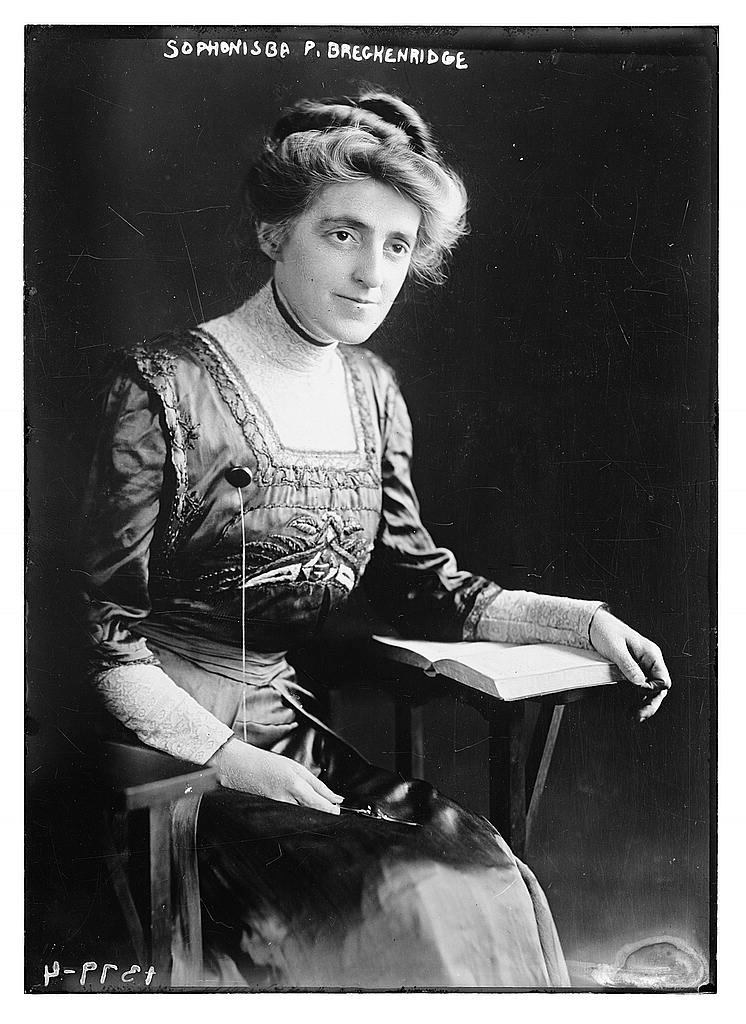
Sophonisba Breckinridge

Sophonisba Breckinridge (* 1. April 1866 in Lexington; † 30. Juli 1948 in Chicago) war eine US-amerikanische Sozialwissenschaftlerin und Sozialreformerin.

## Leben
Breckinridge stammte aus einer Familie der Südstaaten-Elite. Nach einem Pädagogik-Studium arbeitete sie als Mathematiklehrerin in Washington, D.C., später kehrte sie nach Lexington zurück, wo sie im Rechtswanwaltsbüro ihres Vaters lernte. 1892 wurde sie als erste Rechtsanwältin in Kentucky zugelassen, verließ das Berufsfeld jedoch bald, weil es keine Aufträge für eine weibliche Juristin gab.
Sie wurde Sekretärin bei Marion Talbot, der Dekanin für Frauen an der University of Chicago. 1895 begann sie dort ein Studium der Politikwissenschaften und erwarb 1897 einen Master-Abschluss. 1901 promovierte sie Magna cum Laude als erste Frau in Politikwissenschaft an der University of Chicago. 1904 absolvierte sie als erste Frau die juristische Fakultät der University of Chicago Law School.
Danach war sie anfangs noch mit rechtswissenschaftlichen Themen befasst, wandte sich dann jedoch der Sozialen Frage zu. Sie wurde in der Settlement-Bewegung aktiv und nahm Kontakte zum Hull House in Chicago auf.
1908 gehörte sie zu den Gründerinnen und ersten Professorinnen der Chicago School of Civics and Philanthropy aus der 1920 die School of Social Service Administration an der Universität von Chicago wurde. Ihre erste wissenschaftliche Assistentin war Edith Abbott. 1927 gründeten beide (zusammen mit Grace Abbott) die sozialwissenschaftliche Zeitschrift Social Service Review. 1929 wurde sie Samuel Deutsch Professor of Public Welfare Administration der Universität von Chicago.

## Schriften
- Family Welfare Work in a Metropolitan Community. Selected Case Records. Chicago: The University of Chicago Press (The University of Chicago Social Service Series) 1924.